# Ghost Riders in the Sky
Ghost Riders in the Sky ("Spökryttare i skyn") är en western-inspirerad sång som komponerades den 5 juni 1948 av Stan Jones.
"Ghost Riders in the Sky" har spelats in av en lång rad olika musiker och musikgrupper som: Burl  Ives, Johnny Cash, Elvis Presley, The Shadows, The Spotnicks, Bing Crosby, Duane Eddy, Frankie Laine, Marty Robbins, Children of Bodom och Chrome Division. Qvitt Holmgren spelade 1949 in en svensk version av sången, "Spökryttarna". Låten bygger på en amerikansk version av mytmotivet "Odens jakt".
Låten handlar om en gammal cowboy som är ute ensam i vildmarken. Plötsligt så visar sig en spökhjord i himlen jagade av ryttare. En av ryttarna får syn på cowboyen och ropar åt honom att vända om, annars kommer han att lida samma öde som ryttarna och för evigt jaga djävulens hjord genom himlen.